# デビッド・カーター
デビッド・カーター（David Carter、1952年 - ）は、ニュージーランドの政治家。

## 来歴
クライストチャーチのセント・ベッズカレッジ卒業。リンカーン大学で農学を専攻し卒業。リンカーン大学卒業後は農業界に従事する。1974年にニュージーランド初となる牛用胎生移植会社を設立。シンメンタール種、シャローレ種、リムジン種の交配を行う畜産会社をニュージーランドとオーストラリアで展開する。エーボン・パークシンメンタール飼育場を設立し、ニュージーランド・シンメンタール牛ブリーダーズソサエティ会長に就任する。
ニュージーランド国民党に所属し1994年の補欠選挙にセルウィン地区より出馬し初当選。1996年の総選挙ではバンクス半島地区より出馬し当選を果たす。以後、比例名簿当選を続けている。2008年より農業報道官、第1次産業評議会議長に就任。2008年の総選挙で勝利したジョン・キー政権では農業大臣、バイオセキュリティー大臣、森林大臣を兼任している。2010年5月には農業大臣として、コーシェルに沿った屠殺を禁止している。2011年の総選挙後は新設の第一次産業大臣。2013年2月には、与党国民党の支持により国会議長に就任。
現在でもバンクス半島に2,500頭規模の農場を経営している他、北カンタベリー・シャビオットに7,500頭規模の農場、北カンタベリー・ワイアウに10,000頭規模の農場を貸し出している。